# Purple Rain (Album)
Purple Rain (englisch für Lila Regen) ist das sechste Studioalbum des US-amerikanischen Musikers Prince, wobei er alle Songs arrangierte, komponierte und produzierte. Er nahm es mit seiner Begleitband The Revolution auf und veröffentlichte es am 25. Juni 1984 bei dem Label Warner Bros. Records. Das Album dient als Soundtrack zum gleichnamigen Film und verhalf Prince international zum kommerziellen Durchbruch; Purple Rain hielt sich 24 Wochen auf Platz eins der US-Albumhitparade und ist mit weltweit 25 Millionen verkauften Exemplaren das erfolgreichste Album seiner Karriere sowie eines der weltweit meistverkauften Musikalben. Es bekam einen Oscar und zwei Grammy Awards. Zudem avancierte die Purple-Rain-Tour mit 1,75 Millionen Zuschauern zur erfolgreichsten Tournee in Prince’ Karriere.
Die Musik zählt zu den Genres Contemporary R&B, Electro Funk, Elektronische Tanzmusik, Funk, Pop und vor allem Rock, da sich Prince mehr als auf seinen zuvor veröffentlichten Alben als Gitarrist präsentiert. Die Liedtexte schrieb er aus der Perspektive von The Kid, der von ihm selbstverkörperte Hauptdarsteller aus dem Purple-Rain-Film, und handeln von Liebe, Spiritualität, zwischenmenschlichen Beziehungen sowie von sexuellen Anzüglichkeiten. Der Song Darling Nikki war ausschlaggebend dafür, dass in den USA der Warnhinweis „Parental Advisory – Explicit Lyrics“ („Hinweis für Eltern – allzu deutliche Liedtexte“) auf Musikveröffentlichungen eingeführt wurde. Als Gastsängerin wirkt Apollonia Kotero im Song Take Me with U mit. Musikkritiker bewerteten Purple Rain sehr positiv und im Jahr 2011 wurde das Album in die Grammy Hall of Fame aufgenommen.
14 Monate nach Prince’ Tod veröffentlichten NPG Records und Warner Bros. Records am 23. Juni 2017 eine überarbeitete Version des Originalalbums unter dem Namen Purple Rain Deluxe.

## Entstehung
Alle neun Songs des Purple-Rain-Albums nahm Prince von Mai 1983 bis April 1984 auf, wobei er in dieser Zeit auch an Alben für Apollonia 6, Sheena Easton, Sheila E. und The Time arbeitete. Am 18. Mai 1983 spielte Prince mit Let’s Go Crazy das erste Stück für Purple Rain in seinem damaligen privaten Tonstudio Kiowa Trail Home Studio in Chanhassen in Minnesota ein. Vier Wochen später nahm er am 15. Juni die beiden Songs Baby I’m a Star und I Would Die 4 U während einem Rehearsal in einer Lagerhalle namens The Warehouse in St. Louis Park in der Metropolregion Minneapolis-Saint Paul auf, was die ersten Aufnahmen mit seiner damals neugegründeten Begleitband The Revolution sind. Das Titelstück Purple Rain nahm Prince im Sommer 1983 im The Warehouse auf. Eine von ihm nur auf dem Klavier gespielte Akustikversion aus dem Oktober 1983 wurde postum im Jahr 2018 auf dem Album Piano & A Microphone 1983 veröffentlicht und unterscheidet sich gravierend von der, die er letztendlich auf dem Purple-Rain-Album platzierte. Im Juli 1983 spielte Prince Darling Nikki im Kiowa Trail Home Studio ein, was sein letzter Song in Zusammenarbeit mit Toningenieur Don Batts war. Die Vocal Overdubs für den Song nahm Prince ein paar Tage später mit Toningenieurin Susan Rogers (* 1956) auf.

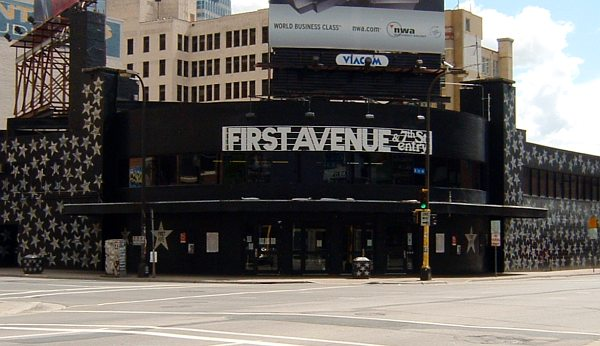
Der Musikklub First Avenue in Minneapolis, 2005

Am 3. August 1983 absolvierte Prince mit The Revolution ein Benefiz-Konzert im Musikklub First Avenue in Minneapolis in Minnesota. Dieses Konzert, bei dem er unter anderem die damals noch unveröffentlichten Songs Baby I’m a Star, Computer Blue, I Would Die 4 U, Let’s Go Crazy und Purple Rain spielte, wurde von den Toningenieuren David Leonard und David Z. Rivkin mitgeschnitten. Let’s Go Crazy überarbeitete Prince am 7. August mit Overdubs im The Warehouse, und am nächsten Tag spielte er dort auch Computer Blue ein. Außerdem nahm er im August 1983 das Stück 17 Days im Kiowa Trail Home Studio auf, das als B-Seite der Singleauskopplung von When Doves Cry dient.
Vom 15. August bis zum 28. September 1983 arbeitete Prince für sechs Wochen mit der Toningenieurin Peggy McCreary im Tonstudio Sunset Sound in Los Angeles in Kalifornien, wo er am ersten Tag den Songs Computer Blue und Purple Rain Overdubs hinzufügte. Am 18. August nahmen Lisa Coleman und Wendy Melvoin das Intro von Computer Blue auf und steuerten Backing Vocals bei. Zudem fügte Prince Baby I’m a Star und Purple Rain Saiteninstrumente sowie weitere Overdubs hinzu.
Während der Zeit in Los Angeles gastierte Prince am 20. August 1983 bei einem Konzert von James Brown im Beverly Theater auf der Bühne. Er spielte aber nur kurz Gitarre und verließ nach fünf Minuten wieder die Bühne. Unmittelbar vor seinem Auftritt sang Michael Jackson als Gast bei Brown.
Am 31. August 1983 überarbeitete Prince im Sunset Sound die beiden Songs Computer Blue – die Originalversion „Hallway Speech Version“ ist auf Purple Rain Deluxe (2017) zu hören – und I Would Die 4 U. Anfang September fügte er Baby I’m a Star Gitarren-Overdubs hinzu. Am Song Purple Rain arbeitet Prince vom 13. September bis zum 15. September, Darling Nikki überarbeitete er am 19. September und am 20. September 1983 nahm er The Beautiful Ones auf.
Nachdem Prince seine Arbeiten im Sunset Sound am 28. September 1983 beendet hatte, mietete er das Tonstudio abermals im Oktober, wo er am 5. Oktober die drei Songs The Beautiful Ones, I Would Die 4 U und Purple Rain erneut überarbeitete. Die beiden Stücke Wednesday und Father’s Song spielte er am 23. und 24. Oktober im Kiowa Trail Home Studio in Chanhassen ein; Wednesday ist aber auch erst postum auf Piano & A Microphone 1983 zu hören und das Instrumentalstück Father’s Song erschien postum auf Purple Rain Deluxe.
Am 7. November 1983 stellte Prince dem Label Warner Bros. Records eine Rohfassung des Purple-Rain-Albums mit folgender Tracklist vor:
| A-1                    | Let’s Go Crazy (Special Dance Remix)   | 7:35  | 1984 als Maxisingle veröffentlicht                 |
| A-2                    | The Beautiful Ones                     | 6:10  | längere Version mit zusätzlichem Liedtext          |
| A-3                    | Computer Blue (Hallway Speech Version) | 12:18 | 2017 auf Purple Rain Deluxe veröffentlicht         |
| A-4                    | Darling Nikki                          | 4:01  | ohne Rückwärtsbotschaft                            |
| A-5                    | Wednesday                              | 1:59  | 2018 auf Piano & A Microphone 1983 veröffentlicht  |
| B-1                    | Purple Rain                            | 10:44 | längere Version mit zusätzlichem Liedtext          |
| B-2                    | I Would Die 4 U                        | 3:23  | längere Version mit zusätzlichen Instrumentalparts |
| B-3                    | Baby I’m a Star                        | 4:18  | etwas kürzere Version                              |
| B-4                    | Father’s Song                          | 5:30  | 2017 auf Purple Rain Deluxe veröffentlicht         |
| Spieldauer: 55:59 min. |                                        |       |                                                    |

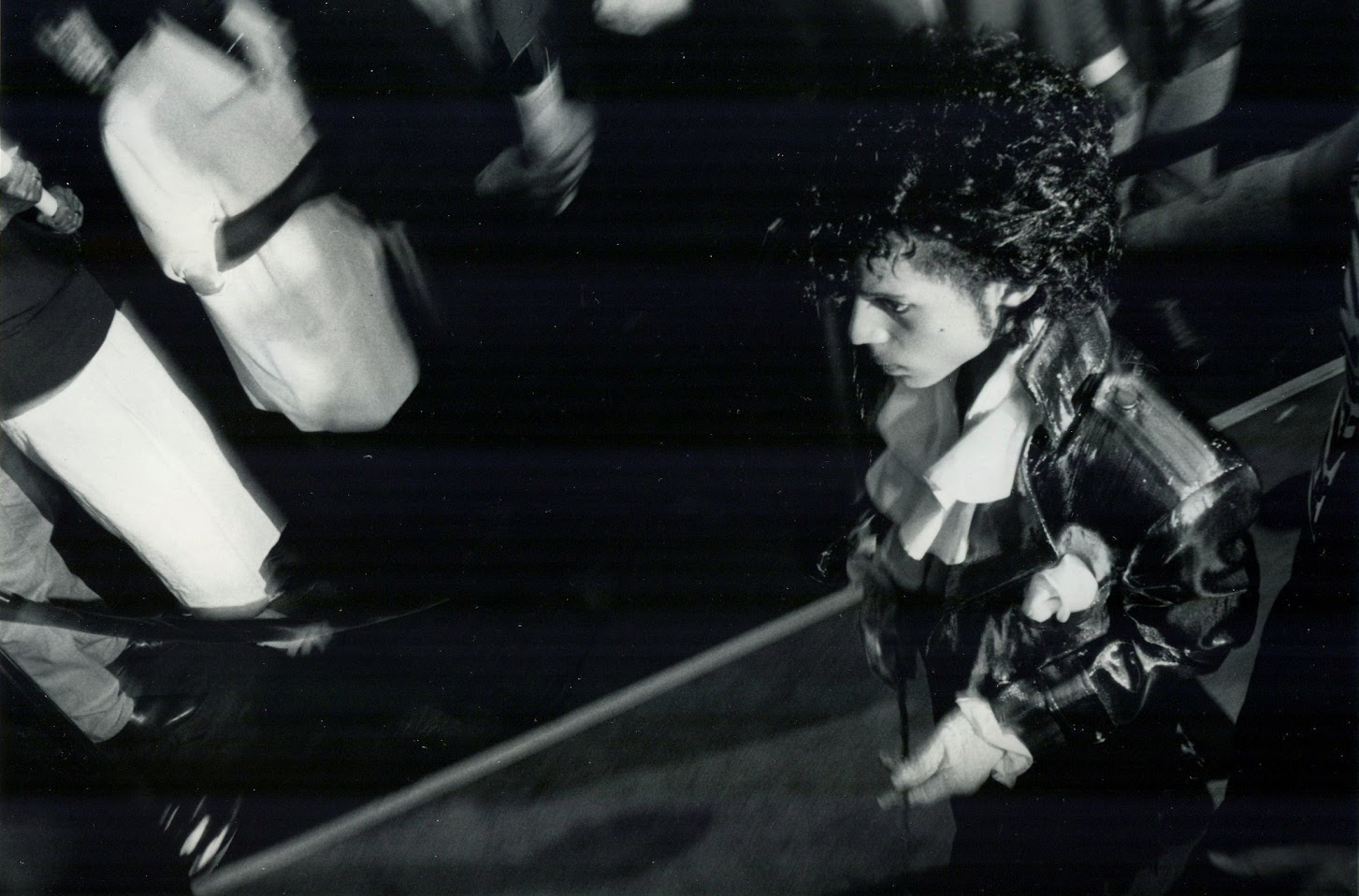
Prince, 1984

Vom 27. Dezember 1983 bis zum 14. April 1984 arbeitete Prince wieder im Sunset Sound in Los Angeles, um das Purple-Rain-Album fertigzustellen. In dieser Zeit wurde er oftmals von den Zwillingsschwestern Wendy und Susannah Melvoin sowie von den Geschwistern Lisa und David Coleman (* 1962; † 2004) musikalisch unterstützt. Am 22. Januar 1984 nahm Prince den Song Take Me with U auf, an dem er bis zum 31. Januar arbeitete. Ursprünglich platzierte er das Stück auf dem Album seines Nebenprojekts Apollonia 6, entschied sich aber später dafür, es für Purple Rain zu verwenden. Am 7. Februar spielte Prince das Instrumentalstück God (Love Theme from Purple Rain) ein, das nur als B-Seite von der in Großbritannien erschienen Maxisingle von Purple Rain zu finden ist. Elf Tage später nahm Prince am 18. und 19. Februar 1984 den Track Another Lonely Christmas auf, den er als B-Seite von der Single I Would Die 4 U platzierte.
Als letzten Song für Purple Rain spielte Prince am 1. März 1984 When Doves Cry ein, an dem er bis zum 7. März arbeitete, und am 26. März stellte er das Album fertig. Zwar nahm er am 25. März, gemeinsam mit Sheila E., noch das Stück Erotic City auf, das als Arbeitstitel Electric City von ihm genannt wurde, platzierte es aber nicht auf Purple Rain. Stattdessen platzierte er es als B-Seite von der Single Let’s Go Crazy. Den Song Take Me with U fügte Prince dem Album noch am 14. April 1984 hinzu. Bis zum Schluss wussten die Mitglieder von The Revolution nicht, ob und wie sie von Prince gewürdigt werden würden. Erst als sie eine Testpressung des Albumcovers sah, erkannte sie, wie prominent sie erwähnt werden. „Da habe ich wirklich Gänsehaut bekommen“, sagte Schlagzeuger Bobby Z.
Am 19. August 1984 überarbeitete Prince im Tonstudio Flying Cloud Drive Warehouse in Eden Prairie in Minnesota das Instrumentalstück God (Love Theme from Purple Rain) und nahm eine Version mit Gesang auf, die er nur God nannte und als B-Seite von der im September 1984 veröffentlichten Single Purple Rain dient.

## Gestaltung des Covers
Für die Gestaltung eines Prince-Albumcovers war erstmals die Artdirectorin Laura LiPuma zuständig, die die Nichte von Musikproduzent Tommy LiPuma war und bis einschließlich 1988 mit Prince zusammenarbeitete. Das Frontcoverfoto machte Ed Thrasher und wurde in einem Backlot der Warner Bros. Studios in Burbank in Kalifornien aufgenommen, einem Außenset der Produktionsfirma mit Namen Hennesy Street. Im Jahr 1975 wurde das Albumcover von Wish You Were Here der Band Pink Floyd im gleichen Studio aufgenommen.
Auf dem Frontcover ist eine Studiokulisse zu sehen, in der Prince rittlings auf einem speziell angefertigten Hondamatic Honda CM400 A Motorrad aus dem Jahr 1981 sitzt, einen lilafarbenen Anzug in Kombination mit einem weißen Oberhemd trägt und inmitten von Rauchschwaden direkt in die Kamera schaut. Im Türrahmen eines Wohnhauses steht Apollonia Kotero, die von Licht angestrahlt wird. Oben mittig des Albumcovers ist in lilafarbener Schrift der Titel „Purple Rain“ und darunter „Prince and the Revolution“ zu lesen. Das Frontcover ist links und rechts in einem geblümten Rahmen eingefasst.
Sowohl die LP-Innenhülle als auch das CD-Booklet enthält ein Bild mit Konturen eines Frauengesichts, das Wendy Melvoin zugeordnet werden kann und von Doug Henders (* 1957) gestaltet wurde. Zudem sind die Liedtexte abgedruckt, jedoch ohne die Rückwärtsbotschaften. Die Original-LP aus dem Jahr 1984 besitzt ein Poster, auf dem Prince mit The Revolution abgebildet sind.

## Musik und Liedtexte

### Albumsongs

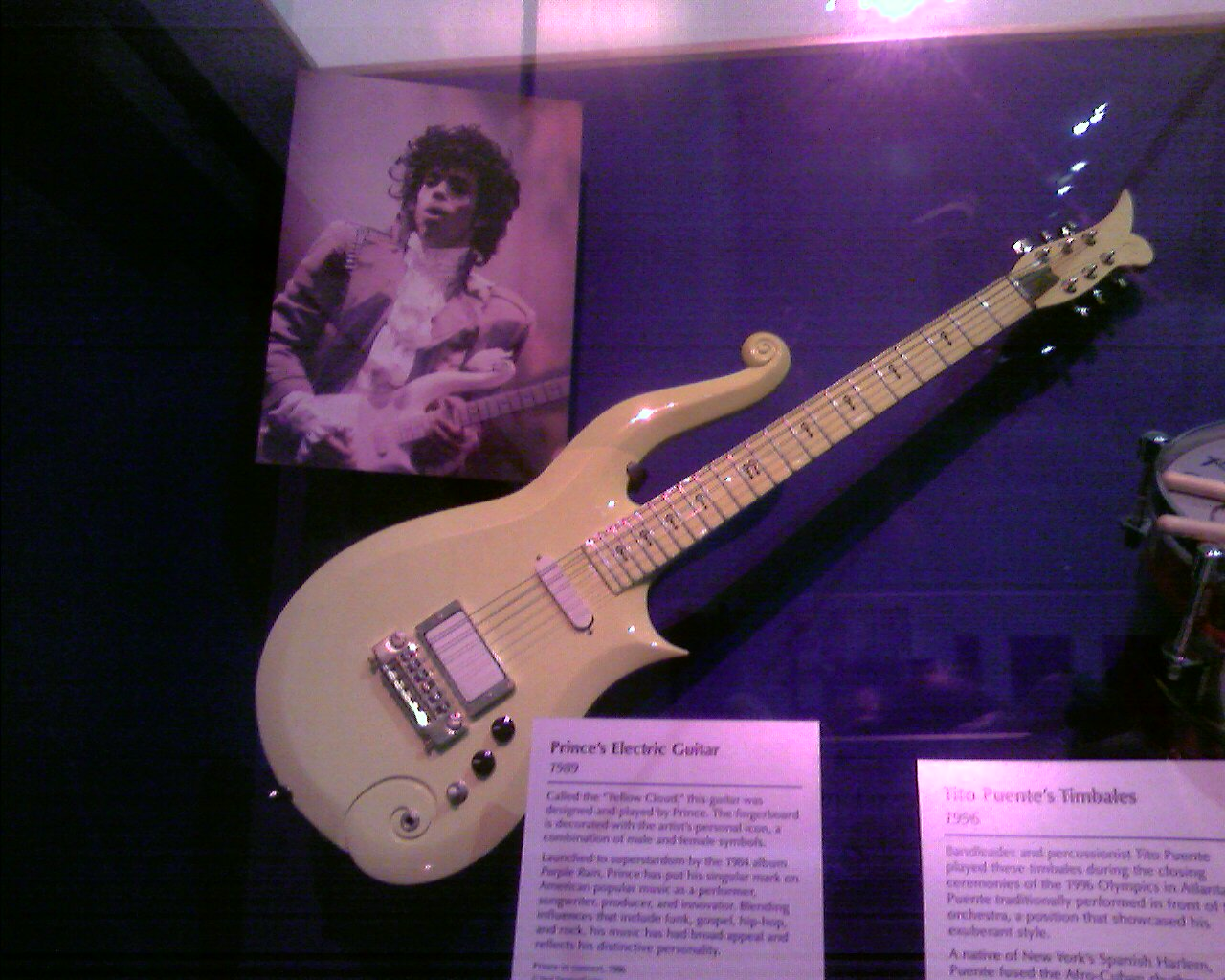
Prince im Jahr 1984 mit seiner „Cloud“-Gitarre

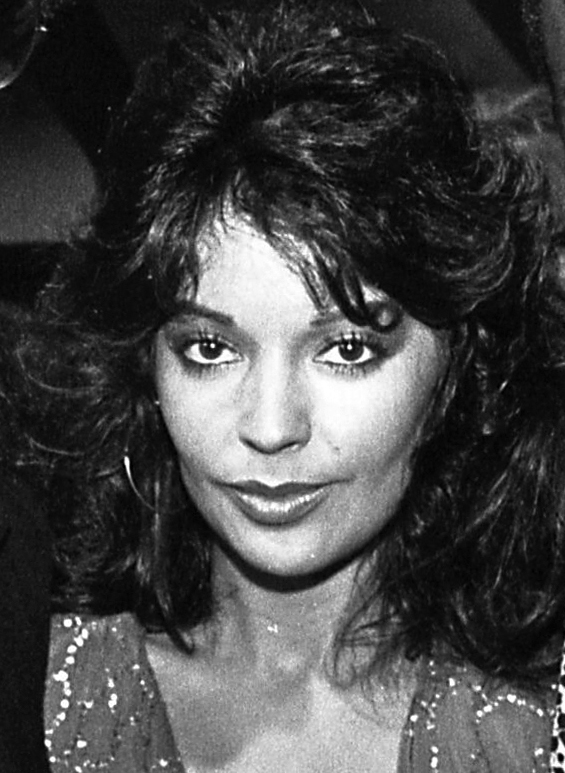
Apollonia Kotero, 1984

Die Musik ist eine stilistische Kombination aus den Genres Contemporary R&B, Funk und Pop. Wie auf seinen zuvor veröffentlichten Alben von 1978 bis 1982 spielen Synthesizer auf Purple Rain eine dominierende Rolle. Zudem setzt Prince wieder den Linn LM-1 Drumcomputer ein, womit er in Musikgenres wie Electro Funk und Elektronische Tanzmusik vordringt. Aber eine zentrale Rolle spielt das Genre Rockmusik; mehr als auf seinen bisherigen Alben präsentiert er sich auf Purple Rain als Gitarrist; Songs wie Let’s Go Crazy, When Doves Cry und das Titelstück sind allesamt von Leadgitarrenarbeit geprägt. Tracks wie Computer Blue und Darling Nikki basieren ebenfalls auf Gitarrenspiel von Prince. Ferner benutzt er in Take Me with U zum ersten Mal in einem Stück Fingerzimbeln.
Purple Rain war das erste Album in Prince’ Karriere, das wesentliche Beiträge seiner Bandmitglieder enthält. Die Mitglieder von The Revolution sind auf den vier Songs Let’s Go Crazy, I Would Die 4 U, Baby I’m a Star und Purple Rain zu hören. Darüber hinaus spielen und singen Lisa Coleman und Wendy Melvoin in Computer Blue. Die übrigen vier Songs sind im Wesentlichen Soloauftritte von Prince. Die drei Tracks Take Me with U, Baby I’m a Star und Purple Rain enthalten Streichinstrumente, die von Coleman und Prince arrangiert und von Coleman und Melvoin dirigiert wurden – Novi Novog (Bratsche und Violine), David Coleman (Violoncello) und Suzi Katayama (Violoncello) spielten genannte Instrumente ein. Computer Blue enthält Songwriting-Beiträge von Dr. Fink, Coleman und Melvoin; Fink steuerte eine Keyboard-Basslinie für den Song bei.
Prince’ Arrangements wirken insgesamt dynamisch ausgefeilter als zuvor, und viele Songs konzentrieren sich auf einprägsame sowie markante Hooklines und Melodien, statt auf funky Grooves oder rhythmische Feinheiten. Obwohl die Musik in vielerlei Hinsicht eine Annäherung an den Mainstream darstellt, deuten unorthodoxe Songs wie Computer Blue und When Doves Cry auf eine erhöhte Bereitschaft hin, mit Arrangements und Songaufbau zu experimentieren. Deswegen hatte Prince nicht das Gefühl, Kompromisse einzugehen, sondern bezeichnete das Album als das „avant-purple thing“, das er je gemacht habe.
Das Album zeigt, wie Prince als Liedtexter reifer wurde und versucht, mit tiefgründigeren Emotionen umzugehen. Songs wie The Beautiful Ones, When Doves Cry und Purple Rain wirken aufrichtig von Herzen und besitzen eine tiefere Bedeutung als alles, was er zuvor komponiert hatte. In einigen Stücken wird deutlich, dass Sex nicht zu Liebe führt und dass Liebe und Sex unterschiedliche Gefühle sind.

Warnhinweis für allzu deutliche Liedtexte, der in den USA aufgrund von Darling Nikki eingeführt wurde

Die Filmhandlung von Purple Rain gab Prince offensichtlich den Fokus und die Struktur für seine Liedtexte, denn er schrieb diese aus der Perspektive von The Kid, der von ihm selbst verkörperte Hauptdarsteller aus dem Film. Auf dem Album schildert Prince die Verwandlung von The Kid im zwischenmenschlichen Bereich; von einem unkommunikativen, entfremdeten Einzelgänger, der niemandem vertraut, zu einem voll verwirklichten Individuum, das in der Lage ist, Emotionen zu zeigen und auf einer sinnvollen Ebene mit anderen Menschen in Beziehung treten kann.
Das Stück Darling Nikki war im Jahr 1984 ausschlaggebend dafür, dass in den USA auf Initiative von Tipper Gore der Warnhinweis „Parental Advisory – Explicit Lyrics“ („Hinweis für Eltern – allzu deutliche Liedtexte“) auf Musikveröffentlichungen eingeführt wurde. Gore war brüskiert, als ihre damals elfjährige Tochter in dem Song die Textzeile „I met her in a hotel lobby masturbating with a magazine“ („Ich traf sie in der Hotelempfangshalle, masturbierend mit einer Zeitschrift“) hörte. Zudem steht Darling Nikki auf Platz 1 der Filthy Fifteen, einer Liste von 15 Songs, die von einem Gremium als die anstößigsten in der Musik bezeichnet wurden. Neben seinem charakteristischen Falsettgesang benutzt Prince auf dem Album auch tiefere Stimmlagen.
1. Let’s Go Crazy
Der Song beginnt mit einem 37 Sekunden langen Intro, das aus kirchenähnlicher Orgelmusik und einer Art Predigt von Prince besteht. Das von Rock ’n’ Roll beeinflusste Stück ist ein schneller energiegeladener Track, in dessen Mittelpunkt ein Gitarrenriff in Kombination mit dynamisch gespielten Synthesizern steht. Gegen Ende fügt er ein fulminantes Gitarrensolo ein, während er den Song mit einer langsameren, bluesigen Passage abschließt. Let’s Go Crazy eröffnet Prince mit den von ihm gesprochenen Worten „Liebe Anwesende. Wir sind heute hier versammelt, um dieses Ding namens ‘Leben’ zu überstehen“. Im Liedtext betrachtet er das Leben in Form einer unpersönlichen, negativen Kraft, einem „de-elevator“, der versucht, dich nach unten zu bringen, wenn du nach oben willst. Prince hat dies als eine Metapher für den Teufel beschrieben. Er fragt sich, was das alles bedeutet, wenn wir sowieso alle sterben werden, und fordert uns auf, für das Jetzt zu leben, bevor der Tod uns einholt. Apollonia Kotero, 1984
2. Take Me with U
Das von Popmusik beeinflusste Stück vermittelt ein lockeres und entspanntes Gefühl. Das Arrangement betont die Akustische Gitarre und das wirkungsvoll gespielte Streicherarrangement. Der Song enthält Live-Schlagzeug von Prince. Der Aufbau des Stücks ist einfach; das Ende der Strophen ist in einer höheren Tonart moduliert, um einen schnellen Refrain vorzubereiten. Ein plötzlicher Bridge-Abschnitt in der Mitte des Songs erhöht die Spannung. Den Liedtext trägt Prince im Duett mit Apollonia Kotero vor und impliziert eine gegenseitige Liebeserklärung. In Bezug auf den Film stellt der Song die Anfangsphase der Beziehung von The Kid und Apollonia dar, bevor sie durch die Eifersucht und das Misstrauen von The Kid kompliziert wird.
3. The Beautiful Ones
Das Stück kann als einer der besten Prince-Songs bezeichnet werden, den er in seiner Karriere geschrieben hatte. Die Rockballade baut er von einem intimen Beginn mit einem Drumcomputer und Orgel zu einem intensiven, kraftvollen Höhepunkt auf. Diskordante Synthesizer-Linien gegen Ende verstärken das Gefühl der Verwirrung und Verzweiflung.[45] Im Liedtext drückt The Kid seine Gefühle über sein Verlangen nach seiner Geliebten und seine eigenen Unsicherheiten hinsichtlich ihrer Beziehung aus. Der Song setzt das Thema fort, dass seine Geliebte einen anderen Mann hat. The Kid hat in seinem Kopf ein perfektes Bild davon gemalt, wie eine Liebesbeziehung aussehen sollte. Unglücklicherweise verletzt der idealisierte, aber allzu menschliche Liebhaber The Kid, indem er seine unrealistischen Erwartungen nicht erfüllt und damit das von ihm geschaffene Bild zerstört. Gemäß Prince’ damaliger Toningenieurin Peggy McCreary schrieb er The Beautiful Ones bezogen auf Susannah Melvoin, Zwillingsschwester von Wendy Melvoin, die im wahren Leben 1984 seine feste Freundin war und mit der er von August 1985 bis April 1986 auch verlobt war.[46][47][48]
4. Computer Blue
Der zuweilen eigenwillig wirkenden Rocksong besteht aus drei verschiedenen Abschnitten; eine einfache Synthesizer-Figur ist der Hauptbestandteil des ersten Abschnitts, der aus einer einzigen Strophe besteht, gefolgt von einem schnellen Refrain, der zweimal wiederholt wird. Der Synthesizer ist das vorherrschende Instrument, doch im zweiten Abschnitt verlagert sich der Schwerpunkt auf die Gitarre, als Prince eine Reihe von Gitarrenskalen einsetzt. Dieser Teil fungiert als Überleitung zum ruhigeren, harmonischeren dritten Abschnitt, der auf Father’s Song basiert. Das Instrumentalstück Father’s Song nahm Prince zwar bereits 1983 auf, wurde aber erst postum auf Purple Rain Deluxe im Jahr 2017 veröffentlicht. Am Ende kehrt Computer Blue zum Thema des ersten Abschnitts zurück, bevor der Song mit einem rasanten Gitarrenfinale endet. Computer Blue beginnt mit dem gesprochenen Intro „Wendy? Yes, Lisa? Is the water warm enough? Yes, Lisa. Shall we begin? Yes, Lisa“, das von Lisa Coleman und Wendy Melvoin vorgetragen wird. Im wahren Leben führten die beiden eine lesbische Beziehung miteinander und „waren von 1981 bis 2002 ein richtiges Paar“, was sie aber erst 2009 öffentlich bekannt gaben.[49] Im Liedtext beklagt sich The Kid über sein Liebesleben. Der Song vermittelt die Frustration eines Menschen, der sich bewusst ist, dass in seinen Beziehungen zu anderen Menschen etwas nicht stimmt, der sich aber gleichzeitig dem Problem nicht direkt stellen kann. Da The Kid anderen gegenüber gefühllos und gleichzeitig persönlich unglücklich ist, ist er im wahrsten Sinne des Wortes ein „Computer Blue“. So wie The Beautiful Ones die unrealistische Suche von The Kid nach der perfekten Geliebten thematisiert, stellt Computer Blue eine Situation dar, in der The Kid nach seiner idealen Frau, der „Gerechten“, sucht, und wie seine Unfähigkeit, sie zu finden, ihn unzufrieden macht. Aufgrund seiner emotionalen Distanziertheit und seines Misstrauens gegenüber anderen weiß The Kid nicht, was Liebe wirklich ist.
5. Darling Nikki
Das Stück, von Prince als „der kälteste Song“ bezeichnet, den er je geschrieben hat, ist eine harte, spannungsgeladene Rocknummer. Er singt die prägnante Melodie der Strophen mehr oder weniger A cappella, nur begleitet von stark akzentuiertem Schlagzeug und sparsamen Gitarrenspiel. Ein lautes, kraftvolles Synthesizer- und Gitarrenriff am Ende der Strophen ersetzt einen gesungenen Refrain.[45] Der Liedtext handelt von einer Begegnung mit einer sexbesessenen Frau, die den Mann für Sex benutzen will. Während The Kid den Song auf dem Album eindeutig als Analogie zu seiner Beziehung mit Apollonia verwendet, ist es ebenso klar, dass sie The Kid nicht untreu ist. Die Tragik von The Kid liegt in seiner Unfähigkeit zu erkennen, dass seine eigene Eifersucht die wahre Ursache für die Probleme zwischen den beiden ist.[50]
6. When Doves Cry
When Doves Cry ist ein markanter Rocksong mit einem ungewöhnlichen Sound, der zum Teil auf das Fehlen eines E-Bass zurückzuführen ist. Der Beat wird hauptsächlich von einem Drumcomputer erzeugt, der originell programmiert wurde und mit spärlichen Keyboard-Parts ergänzt ist. Bei dem in Moll geschriebenen Song bildet eine zyklische Vier-Akkord-Struktur die Grundlage der Strophen, während eine einfache Staccato-Synthesizer-Phrase einen konventionell gesungenen Refrain ersetzt. Prince baut den Song sorgfältig auf, indem er zunächst ein sich wiederholendes Synthesizer-Motiv und dann anhaltende Synthesizer-Akkorde hinzufügt, bevor er mit einem aufsteigenden Gitarrensolo beginnt. Das Stück endet mit einer ansteigenden akkordeonartigen Synthesizer-Melodie.[51] Im Liedtext wird The Kid von seiner Geliebten verlassen, was ein Beispiel für ein typisches Prince-Thema in seinen Liedtexten ist. Er schildert eine gefühllose untreue Frau, die ihn menschlich verletzt. Doch in When Doves Cry gibt es auch Anzeichen dafür, dass The Kid sich bewusstwird, seine eigenen Fehler spielen für die Verschlechterung der Beziehung eine Rolle. Er gibt zumindest zu, dass er vielleicht zu anspruchsvoll und, wie sein Vater, zu dreist ist. Er versucht, die Beweggründe für Apollonias Handeln zu verstehen, vergleicht ihre Situation mit der seiner Mutter und fragt sich, ob Apollonia ebenso unzufrieden mit ihrem eigenen Leben ist. Er fragt sich auch, warum die beiden sich gegenseitig anschreien und vergleicht ihre Schreie mit dem Geräusch weinender Tauben. Die Taube ist sowohl ein Symbol des Friedens als auch ein Symbol des Geistes Gottes. Das Bild zeigt etwas Schönes im Schmerz, etwas, das so sehr ein Symbol für alles Gute und Friedliche ist, dass seine Qual besonders tragisch ist. Der Song wurde von Susan Moonsie (* 21. Januar 1964 in Minneapolis) inspiriert, Prince’ feste Freundin in den Jahren 1981 und 1982. Die beiden hatten einen heftigen Streit und beschlossen, sich zu trennen.
7. I Would Die 4 U
Der Song ist aus dem Genre Pop und Rock. Die Melodielinie der Strophen beschränkt sich auf eine einzige Note, während der Refrain zuweilen an den von Take Me with U erinnert, wobei Prince im Takt singt. Mit seiner elektronisch klingenden Synthesizer-Textur und dem mechanischen Stop-Start-Beat ist der Song vom Charakter her näher dem Album 1999 als jeder andere auf Purple Rain.[45] Im spirituell angehauchten Liedtext scheint The Kid über das in Take Me with U beschriebene irdische Paradies hinausgegangen zu sein und einen transzendenten Bereich betreten zu haben, in dem er weder Frau noch Mann ist. The Kid beschreibt sich selbst auf verschiedene Weise als den Messias seiner Geliebten, als ihre Freiheit, als ihr Glück, als einen Nichtmenschen, als eine Taube, als ihr Gewissen und ihre Liebe. Die Annahme scheint zu sein, dass The Kid durch die Kraft der Liebe über zeitliche Unterschiede zwischen Mann und Frau hinausgegangen ist und eins mit seiner Geliebten ist.[50]
8. Baby I’m a Star
Das Stück besitzt einen schwungvollen Beat und kann als Dance-Rock-Nummer bezeichnet werden. Der Song basiert auf einer Synthesizer- und Klavierphrase, die sich durchgehend wiederholt und nur von einer achttaktigen Bridge unterbrochen wird, die dem Stück eine neue Kontur verleiht. Der schnelle Beat und seine Gesamtkonstruktion ähneln dem Song Dirty Mind aus Prince’ gleichnamigen Album von 1980. Im Liedtext verkündet The Kid, dass er sowohl als Musiker als auch Mensch angekommen ist. Trotz der Selbstverliebtheit des Titelnamens deutet die Textzeile „we are a star“ darauf hin, dass es neben ihn auch andere wie Apollonia und die Mitglieder von The Revolution zu Stars geschafft haben. Somit ist The Kid nicht mehr der misstrauische Einzelgänger, der er einmal war.
9. Purple Rain
Der Titelsong ist eine majestätische, hymnische Rockballade. Prince baut den Song allmählich zu einem emotionalen Fieberpegel auf, während sein Gesang immer leidenschaftlicher wird, bevor er ein aufgeladenes Gitarrensolo anstimmt, das sich in der Tonlage der Gitarre weit nach oben bewegt. Das Stück verschmilzt zu einem elegischen Singalong-Thema, das immer und immer wiederholt wird und schließlich in eine instrumentale Coda mit Streichern mündet.[45] Im spirituellen Liedtext nimmt The Kid die Rolle eines wohlwollenden Führers an, der seine Geliebte zur Erleuchtung führt, die ihr nach der Taufe im „Purple Rain“ zuteilwird. Regen kann als ein Symbol für das Ausströmen von Reinheit und Wahrheit aus den höheren Ebenen verstanden werden, während die violette Farbe symbolisch für Weisheit verwendet wird. Wenn man Lila als die Vereinigung der Farben Rot (weiblich) und Blau (männlich) betrachtet, könnte man Lila auch als die Farbe der Androgynie verstehen, als Symbol für einen transzendenten Geisteszustand, den zwei Liebende erreichen können, indem sie durch die Kraft ihrer Liebe eins werden. Die Vereinigung der beiden Seelen ermöglicht ihnen, die Dualität des Alltags zu überwinden und mit Gott eins zu werden. Im violetten Regen zu baden, wie Prince im Liedtext singt, bedeutet, sich von dieser Erkenntnis durchfluten zu lassen.[42][50]

### Rückwärtsbotschaft
Auf dem Album sind in zwei Songs Rückwärtsbotschaften versteckt; Darling Nikki enthält am Ende den rückwärts gesprochenen Satz: „Hello! How are you? I’m fine, ‘cause I know that the Lord is coming soon … coming, coming soon!“ („Hallo! Wie geht’s? Mir geht’s gut, weil ich weiß, dass der Herr bald kommt … kommt, bald kommt!“)
In Baby I’m a Star ist im Hintergrund gleich zu Beginn und am Schluss folgender Satz rückwärts gesprochen: „Like what the fuck do they know. All their taste is in their mouth. Really. What the fuck do they know? Come on baby. Let’s go … crazy.“ („Was zum Teufel wissen sie. Ihr ganzer Geschmack ist in ihrem Mund. Wirklich. Was zum Teufel wissen sie? Komm schon, Baby. Lass uns … durchdrehen.“)

### Die B-Seiten
1. 17 Days
Der Song dient als B-Seite von der im Mai 1984 erschienene Singleauskopplung When Doves Cry und ist der erste, deren Credits Prince and the Revolution zugeschrieben worden sind.[53][54] Ursprünglich plante Prince, das Stück auf dem zweiten Studioalbum von Vanity 6 zu platzieren, beschloss dann aber, es unter eigenem Namen zu veröffentlichen. 17 Days ist aus dem Bereich Funk und Pop. Die Melodie singt Prince über zwei sich abwechselnden Gitarren-Akkorden, basierend auf einem LM-1-Drumcomputer mit einem sich wiederholenden E-Bass als monotone Figur. Als Hookline dienen Synthesizer. Im Liedtext zeigt er sich darüber enttäuscht, dass ihn seine Freundin vor 17 Tagen verlassen hat. Er ruft sie an, doch sie antwortet nicht, was ihn vermuten lässt, sie ist mit einem anderen Mann zusammen. Prince fordert Regen, damit dieser seine Traurigkeit wegwäscht. In den Backing Vocals sind Brenda Bennett (* 1952) und Jill Jones zu hören, wobei Bennett in den Liner Notes nicht erwähnt wird. Sie ist ehemaliges Mitglied von Vanity 6 und Apollonia 6.[55] Im September 2018 wurde auf dem Album Piano & A Microphone 1983 eine Akustikversion von 17 Days veröffentlicht, die Prince im Oktober 1983 aufgenommen hatte und nur auf dem Klavier spielt. Diese Version unterscheidet sich aber gravierend.
2. Erotic City
Der Track ist als B-Seite von der im Juli 1984 ausgekoppelten Single Let’s Go Crazy zu hören. In Erotic City spielte Prince alle Instrumente selbst ein. Das Stück ist aus den Genres Electro Funk und Elektronische Tanzmusik, der Groove des LM-1-Drumcomputers basiert auf einer Three-Note-Bass-Figur. Dazu spielt Prince Rhythmusgitarre und lebhaft wirkende Synthesizer. Im Refrain, den er mit Sheila E. vorträgt, heißt es unter anderem: „We can fuck until the dawn“ („Wir können bis zur Morgendämmerung ficken“), was die Sängerin im Jahr 2017 aber scherzhaft dementierte; sie selbst singe „We can funk until the dawn“, Prince hingegen „fuck“.[56][57] Zudem singt er erstmals in einem von ihm kreierten Stimmeffekt, den er ab 1987 „Camille“ nannte; dabei läuft das Tonband während der Gesangsaufnahme langsamer als normal. Beim Abspielen des Tonbands im Normaltempo entsteht ein Pitch-Shifting-Effekt, durch den seine Stimme beschleunigt wird und etwas höher wirkt. In einem früheren Interview sagte Prince, George Clinton habe ihn zu Erotic City inspiriert.[55]
3. God
Die B-Seite von der im September 1984 veröffentlichten Single Purple Rain ist eine sanfte und besinnliche R&B-Ballade, die mit dem Klang von heulendem Wind beginnt. Gedämpfte Instrumentierung setzt ein, zu der Prince mit seiner Stimme verschiedene Geräusche macht. Als musikalischer Rahmen dient ihm sein Klavierspiel in Kombination mit Synthesizern. Der Song erinnert zuweilen an ein Wiegenlied. Prince’ Stimme wirkt phasenweise sehr sensibel und in der ersten Textzeile erwähnt er, „am Anfang gab es Gott“, der Himmel und Erde schuf. Ferner zitiert er die Textzeile „Dance the dance electric“ des Refrains vom Song The Dance Electric, der auf Purple Rain Deluxe postum im Jahr 2017 veröffentlicht wurde. Er verwendet zumeist die Melodie von God (Love Theme from Purple Rain), legt den Schwerpunkt aber auf den Refrain „Gott hat dich erschaffen, Gott hat auch mich erschaffen, er hat uns alle erschaffen“. Im Liedtext gibt Prince einen persönlichen Glauben an Gott aber nicht preis; es ist eine eher poetische Bestätigung seines Glaubens.[58]
4. God (Love Theme from Purple Rain)
Das Stück ist nur auf der im September 1984 in Großbritannien erschienen Maxisingle von Purple Rain als B-Seite zu finden.[59][60] Die aus dem Bereich Pop und Rock stammende Ballade ist ein Instrumentalstück, wobei Prince’ Gitarrenspiel dominiert, das phasenweise an jenes von Carlos Santana erinnert. Die Musik beginnt ruhig, wobei Synthesizer eine traurig klingende Melodie als Thema aufgreifen. Das Thema wird von Prince’ Gitarrespiel übernommen und baut die Melodie weiter aus. Kurz vor Ende kommt es zu einem musikalischen Showdown, bevor er zum Eröffnungsthema zurückkehrt. Sheila E. spielt im Song Schlagzeug.[55] God (Love Theme from Purple Rain) ist auch im Film Purple Rain zu hören und unterscheidet sich zuweilen deutlich von God.
5. Another Lonely Christmas
Die B-Seite von I Would Die 4 U ist eine Ballade und dem Genre Rock zuzuordnen. Das Arrangement wirkt zuweilen etwas überladen und das Schlagzeugspiel nahm Prince im Mono-Aufnahme-Stil auf. Das langsame Tempo sowie der Halleffekt in seiner Stimme verleihen den Eindruck einer nostalgischen Stimmung.[61] Für einen Prince-Song ungewöhnlich beginnt das Stück mit dem Refrain. Im Liedtext erzählt er von einer Freundin, die am 25. Dezember 1977 gestorben ist. Todesursache war entweder eine Lungenentzündung oder eine Streptokokkenangina. Prince schwelgt in Erinnerungen und singt, wie die beiden im Swimmingpool ihres Vaters nackt badeten. Außerdem spielten beide um Geld Pokeno, ein Bingo-ähnliches Kartenspiel. Ob Prince eine wahre oder eine imaginäre Geschichte schildert, ist der Öffentlichkeit nicht bekannt.

## Titelliste und Veröffentlichungen
| 1 | Let’s Go Crazy a                            | 4:39 |
| 2 | Take Me with U (Duett mit Apollonia Kotero) | 3:53 |
| 3 | The Beautiful Ones                          | 5:14 |
| 4 | Computer Blue b                             | 3:59 |
| 5 | Darling Nikki                               | 4:13 |
| 6 | When Doves Cry                              | 5:51 |
| 7 | I Would Die 4 U a                           | 2:49 |
| 8 | Baby I’m a Star a                           | 4:23 |
| 9 | Purple Rain a                               | 8:40 |
| Spieldauer: 43:52                                                                                                   |                                             |      |
| Autor aller Songs ist Prince bzw. a Prince and The Revolution b Prince, John L. Nelson, Lisa Coleman, Wendy Melvoin |                                             |      |

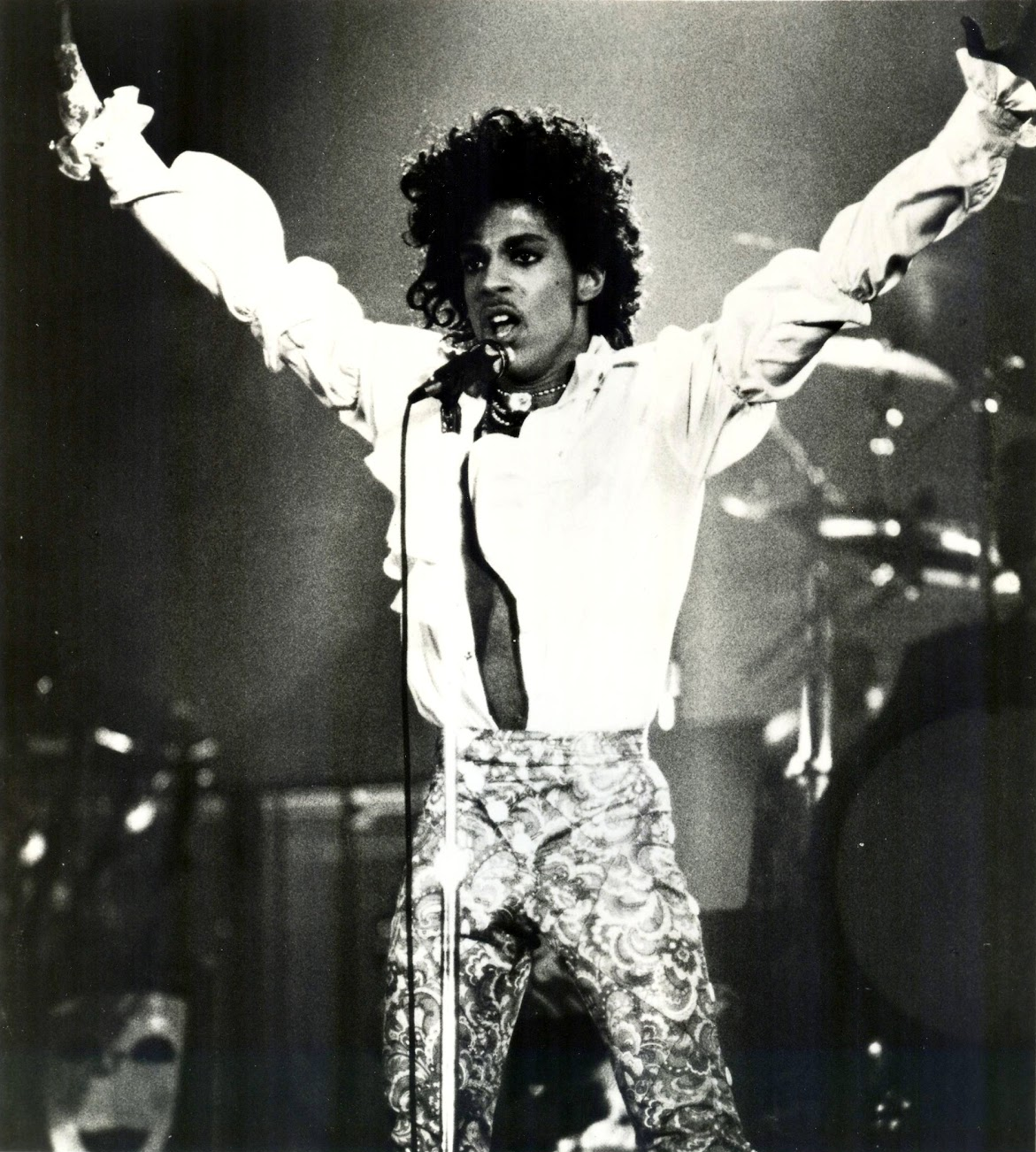
Prince, 1984

Purple Rain wurde am 25. Juni 1984 in den USA veröffentlicht. Das Album erschien auf LP und MC, später auch auf CD und als Download. Zudem ist das Album als limitierte Auflage in lilafarbenem Vinyl sowie als limitierte Picture Disc erhältlich. Am 23. Juni 2017 veröffentlichten NPG Records und Warner Bros. Records mit Purple Rain Deluxe eine überarbeitete Version des Originalalbums.

### Singles
Von dem Album wurden fünf Singles ausgekoppelt: When Doves Cry erschien am 16. Mai 1984 als Edit-Version, die 3:48 Minuten lang ist. Die B-Seite 17 Days war zuvor unveröffentlicht. Die Singleversion von Let’s Go Crazy wurde am 18. Juli 1984 herausgebracht und ist auf 3:46 Minuten gekürzt, wobei das Schlagzeugspiel bereits nach zehn Sekunden einsetzt und nicht nach erst 38 Sekunden. Die B-Seite Erotic City war zuvor ebenfalls unveröffentlicht. Als dritte Single wurde am 10. September 1984 Purple Rain ausgekoppelt, die Veröffentlichung in den USA erfolgte am 26. September. Purple Rain erschien ebenfalls in einer gekürzten Edit-Version und wird nach 4:04 Minuten ausgeblendet, die B-Seite God war zuvor auch unveröffentlicht.
I Would Die 4 U erschien in den USA am 28. November 1984. Die Singleversion ist mit 2:56 Minuten um sieben Sekunden länger als die Albumversion; diese geht nahtlos in den nächsten Song Baby I’m a Star über, weshalb die letzten Sekunden nicht ausgespielt werden. Another Lonely Christmas ist das vierte zuvor unveröffentlichte Stück, das als B-Seite einer Single dient. Take Me with U wurde am 25. Januar 1985 ausgekoppelt, jedoch nur in Nordamerika, Neuseeland und Japan. Die Singleversion wird nach 3:42 Minuten ausgeblendet, die B-Seite Baby I’m a Star nach 2:49 Minuten.
Ferner erschien Ende November 1984 in ausschließlich Japan eine Promo-Single mit Namen Syndicate. Auf der A-Seite ist Another Lonely Christmas in einer verkürzten Singleversion zu hören, während sich auf der B-Seite Ausschnitte der Songs The Belle of St. Mark von Sheila E. sowie Sex Shooter, Happy Birthday Mr. Christian und Blue Limousine von Apollonia 6 befinden. Außerdem wurde Ende 1984 in ausschließlich England Erotic City (Full Length Version) als Promo-Maxi-Single veröffentlicht, wobei auf der B-Seite die Coverversion von I Feel for You von Chaka Khan zu hören ist.

### Musikvideos
Prince veröffentlichte mit When Doves Cry, Let’s Go Crazy, Purple Rain, I Would Die 4 U, Take Me with U und Baby I’m a Star sechs Musikvideos zu Songs des Albums Purple Rain.
Das Video zu Let’s Go Crazy wurde Ende November 1983 im Musikklub First Avenue in Minneapolis gedreht und zeigt verschiedene Szenen aus dem Film Purple Rain. Das Titelstück Purple Rain wurde in den ersten beiden Dezemberwochen 1983 aufgenommen und ist direkt aus dem Film entnommen; es zeigt ebenfalls einen Auftritt von Prince im Musikklub First Avenue, in dem er den Song vorträgt. Es ist das einzige Prince-Musikvideo, das nicht auf dem seit 2017 bestehenden Benutzerkonto des YouTube-Channels von The Prince Estate („Der Prince-Nachlass“) hochgeladen worden ist. Regisseur von Let’s Go Crazy und Purple Rain war Albert Magnoli (* 1952), der auch im Film Purple Rain Regie führte.
Das Video zu When Doves Cry wurde im Frühjahr 1984 produziert und ist das erste Prince-Video, in dem Wendy Melvoin mitwirkt. Zu Beginn steigt Prince aus einer Badewanne und kriecht unbekleidet auf allen vieren auf dem Fußboden entlang. Dabei ist die Kameraperspektive so eingestellt, dass sein Unterkörper nicht zu sehen ist. Gegen Ende des Videos ist eine Tanz-Choreografie von Prince und The Revolution zu sehen, die jedoch in der gekürzten Singleversion des Videos nicht vollständig enthalten ist. Außerdem zeigt das Musikvideo Filmausschnitte aus dem Film Purple Rain. Regisseur von When Doves Cry war Larry Williams (* 26. Juni 1950; † 31. Mai 1999), den Prince am Filmset aber nicht dabei haben wollte. Simon Fields (* 1955), Produzent mehrerer Prince-Videos zwischen 1980 und 1990, engagierte Williams und bestätigte nach Prince’ Tod: „Vor der ersten Aufnahme sagte Prince zu mir: ‘Er muss nicht dabei sein’. Also gab ich Larry ein paar Zeitschriften, und er setzte sich draußen hin und las etwas.“ Produzentin des Videos war Sharon Oreck, die Prince nach seinem Tod als „bekloppt paranoid“ beschrieb; erst „am Tag vor den Dreharbeiten wurde mir gesagt: ‘Streiche einen Raum lila und besorge eine Badewanne und ein paar Kerzen’“, wofür drei Badewannen zur Verfügung gestellt wurden, „damit Prince sich eine aussuchen konnte“. Am Tag der Dreharbeiten sei er dann sechs Stunden zu spät gekommen und „irgendwann“ verlangte Prince „ein Paar Wollunterhosen“, worauf „wir ihm diese klitzekleine lange Unterhose besorgten. Er ließ sie von der Garderobiere zu einer winzig kleinen Bananenhängematte zuschneiden und sie dann lila färben. Und die trug er dann, wenn er in der Badewanne war.“
Die beiden Videos zu Baby I’m a Star und I Would Die 4 U zeigen jeweils Liveversionen vom 13. Purple-Rain-Konzert am 20. November 1984 im Capital Centre in Landover in Maryland. Take Me with U ist eine Liveversion vom 47. Purple-Rain-Konzert am 8. Januar 1985 im The Omni in Atlanta in Georgia. Regisseur der drei Musikvideos war Paul Becher, der auch Regie beim Konzert Prince and the Revolution: Live führte.

### Coverversionen
Von allen Songs des Albums existieren Coverversionen aus den unterschiedlichsten Musikgenres. Let’s Go Crazy wurde beispielsweise von Pankow (1990), Refused (1995), The Polecats (1997), Good Clean Fun (1999), Gun (2005), Riverboat Gamblers (2009), Tori Kelly & Taron Egerton & Reese Witherspoon & Nick Kroll (2021) und Vitamin String Quartet (2023) neu aufgenommen. Zudem veröffentlichte Weird Al Yankovic mit Traffic Jam (1993) eine Parodie des Songs.
Take Me with U wurde von Monte Warden (1996), Sharon Jones and The Dap-Kings (2009), Sharleen Spiteri (2010), Tillery (2016) und Susanna Hoffs (2021) gecovert. The Beautiful Ones interpretierten Fireside (1995), Mariah Carey feat. Dru Hill (1997) und The Bad Plus (2016). Computer Blue wurde von Randy (1995) und Of Montreal (2009) neu aufgenommen. Darling Nikki spielten Mucky Pup (1993), Whale (1995), Asylum Street Spankers (1998), Talisman (1998), Rebecca Romijn-Stamos (1999), Foo Fighters (2003), Steven Bernstein (2006) und Chairlift (2009) neu ein.
When Doves Cry coverten James Last (1984), The Flying Pickets (1994), Ginuwine (1996), Ani DiFranco (1997), Quindon Tarve (* 1982; † 2021) (29. Juli 1997: AUS: Gold (35.000+)), Barenaked Ladies (2001), Patti Smith (2002), Guy Sebastian (2003), Damien Rice (2005), Razorlight (2007), Alex Clare (2011), Scala & Kolacny Brothers (2012), YNOT & Cosmo Klein (2015) und Sarah Jarosz (2017). Zudem sind Samples in den Songs Pray (1990) von MC Hammer und in Rest in Purple (2016) von The Game integriert. Außerdem veröffentlichte der US-Post-Disco-Hip-Hopper Captain Rapp das Stück When Doves Cry Rapp (1984) und Joey Badass When Thugs Cry (2018), die beide auf When Doves Cry basieren.
I Would Die 4 U coverten Missing Persons (1999), Space Cowboy (2002), Mariachi El Bronx (2009), Raheem DeVaughn (2010), Matthew Sweet and Susanna Hoffs (2013), White Lies (2013), Lucy Dacus with Hayden Arp (2015), El Perro del Mar (2016), Chris Brokaw (2017), Rose Cousins feat. Bear’s Den & Christof van der Ven (2019) und Holly Humberstone (2021). Baby I’m a Star interpretierten Buddy Miles (1999) und Tina Turner (2000).
Purple Rain nahmen unter anderem Chris Hunter (1986), Randy Crawford (1995), Royal Philharmonic Orchestra (1995), LeAnn Rimes (1998), Lucky Peterson (1998), Patti Smith (2002), Neil Zaza (2001), Alkbottle (2004), Etta James (2006), Virgin Steele (2008), Stan Walker (2009) (11. Februar 2021: NZ: Gold (15.000+)), Aynsley Lister (2010), Elkie Brooks (2010), Dami Im (2016), Dwight Yoakam (2013), Jordan Rudess (2016), David Garrett (2017), Helmut Lotti (2018) und Dolly Parton (2023) neu auf.
Die B-Seiten 17 Days und Erotic City wurden ebenfalls von Musikern gecovert; 17 Days nahmen Living Colour (1993) und Dam-Funk (2012) neu auf, und Erotic City wurde von Arto Lindsay (1996), Semisonic (1998), Mardi Gras.bb (2000), George Clinton (2004) sowie von der Band Berlin (2005) interpretiert.
Im Jahr 2014 nahmen die beiden Musiker Brian Leiser (* 1972) und Frank Benbini (* 1976) von der Band Fun Lovin’ Criminals unter dem Pseudonym „Radio Riddler“ das Purple Rain-Album komplett neu auf, benannten es aber in Purple Reggae um, weil alle Songs dem Musikgenre Reggae Fusion in Kombination mit Popmusik zuzuordnen sind. Für jeden Song engagierten sie Gastmusiker; beispielsweise singt Graham McPherson unter seinem Pseudonym „Suggs“ das Stück Let’s Go Crazy, Citizen Cope trägt When Doves Cry vor, Sinéad O’Connor interpretiert I Would Die 4 U, Beverley Knight ist im Song Baby I’m a Star zu hören und Ali Campbell übernahm den Hauptgesang in Purple Rain.

## Mitwirkende

### Musiker
Alle Songs wurden von Prince arrangiert, komponiert, produziert und vorgetragen. Zudem spielte er alle Musikinstrumente selbst ein, wobei folgende Personen die Aufnahmen ergänzten:
- Apollonia Kotero – Co-Leadsängerin in Take Me with U
- Bobby Z. – Perkussion und Schlagzeug in Computer Blue, I Would Die 4 U, Let’s Go Crazy, Purple Rain, Take Me with U
- Brown Mark – Backing Vocals und E-Bass in Computer Blue, I Would Die 4 U, Let’s Go Crazy, Purple Rain, Take Me with U
- David Coleman – Violoncello in Baby I’m a Star, Purple Rain, Take Me with U
- Dr. Fink – Backing Vocals und Keyboard in Computer Blue, I Would Die 4 U, Let’s Go Crazy, Purple Rain, Take Me with U
- Lisa Coleman – Backing Vocals und Keyboard in Computer Blue, I Would Die 4 U, Let’s Go Crazy, Purple Rain, Take Me with U
- Novi Novog – Bratsche und Violine in Baby I’m a Star, Purple Rain, Take Me with U
- Suzi Katayama – Violoncello in Baby I’m a Star, Purple Rain, Take Me with U
- Wendy Melvoin – Akustische Gitarre und Backing Vocals in Computer Blue, I Would Die 4 U, Let’s Go Crazy, Purple Rain, Take Me with U

### Technisches Personal
- Prince – Artdirector, Kleidung
- Bernie Grundman – Mastering
- David Leonard – Toningenieur
- David Z. Rivkin – Toningenieur
- Doug Henders – Malerei
- Earl Jones († 2002) – Hairstylist
- Ed Thrasher and Associates – Frontcover-Fotografie
- Jayson Jeffreys – Make-up
- Larry Williams (* 1951; † 1999) – zusätzliche Fotografie
- Laura LiPuma – Albumdesign
- Louis Wells (als „Louis & Vaughn“) (* 1957; † 2018) – Kleidung
- Marie-France Drouin (als „Marie France“) – Kleidung
- Peggy McCreary – Toningenieurin
- Ron Slenzak – Frontcover-Fotografie
- Susan Rogers – Toningenieurin
- Vaughn Terry (als „Louis & Vaughn“) – Kleidung
- Persönliches Management von Prince – Bob Cavallo, Joe Ruffalo, Steve Fargnoli

## Tournee
Die Purple-Rain-Tour war die kommerziell erfolgreichste Tournee in Prince’ Karriere. Sie begann am 4. November 1984 in der Joe Louis Arena in Detroit in Michigan und endete am 7. April 1985 im Orange Bowl Stadium in Miami in Florida. Die Tournee umfasste 98 Konzerte, davon 96 in den USA und zwei in Toronto (Kanada) im Maple Leaf Gardens, spielte 30 Millionen US-Dollar ein und wurde von insgesamt zirka 1,75 Millionen Menschen besucht.
Die Gesamtkosten der Bühnenproduktion betrugen in etwa 300.000 US-Dollar; die Zuschauerkapazität der Konzerthallen variierte üblicherweise zwischen 15.000 und 20.000 Plätzen – vereinzelt trat Prince auch in Stadien mit einer größeren Zuschauerkapazität auf. Die Konzertlängen variierten zwischen 90 und 120 Minuten. Sheila E. trat mit ihrer Begleitband als Vorgruppe auf und spielte für zirka 40 Minuten. Prince’ Begleitband The Revolution bestand aus folgenden fünf Mitgliedern:
- Bobby Z. (* 9. Januar 1956 als Robert B. Rivkin) – Perkussion, Schlagzeug
- Brown Mark (* 8. März 1962 als Mark Brown) – Backing Vocals, E-Bass
- Dr. Fink (* 8. Februar 1957 als Matthew Robert Fink) – Backing Vocals, Keyboard
- Lisa Coleman (* 17. August 1960) – Backing Vocals, Keyboard
- Wendy Melvoin (* 26. Januar 1964 als Wendy Ann Melvoin) – Akustische Gitarre, Backing Vocals

Das Purple-Rain-Konzert am 30. März 1985 im Carrier Dome in Syracuse wurde damals live in Europa übertragen und von zirka 12 bis 15 Millionen Menschen verfolgt. Am 29. Juli 1985 wurde das Konzert unter dem Titel Prince and the Revolution: Live auf VHS, Betamax und Laserdisc veröffentlicht, und am 6. August 1985 wurde die VHS in den USA für 100.000 verkaufte Exemplare mit Platinstatus ausgezeichnet. Auf DVD erschien das Konzert am 23. Juni 2017 in der „Expanded Edition“ von Purple Rain Deluxe, auf Blu-ray Disc wurde es am 3. Juni 2022 herausgebracht.
Vor dem letzten Purple-Rain-Konzert am 7. April 1985 im Orange Bowl Stadium, das für diesen Abend in „Purple Bowl“ umbenannt wurde, gab der damalige Prince-Manager Steve Fargnoli (* 1949; † 2001) per Presseerklärung bekannt, dieses werde „auf unbestimmte Zeit“ sein letztes Livekonzert sein. Wie sich jedoch im Nachhinein herausstellte, spielte Prince bereits zwei Monate später am 7. Juni 1985, seinem 27. Geburtstag, ein Livekonzert im Prom Ballroom in Saint Paul in Minnesota.

## Rezensionen
Musikkritiker bewerteten Purple Rain meist hervorragend und einige bezeichneten das Album sogar als Meisterwerk. Manche registrierten, dass Prince’ Liedtexte weniger anzüglich als zuvor sind, aber die Musik wurde als die bis dato konzentrierteste und zugänglichste von ihm beschrieben. Prince sagte, dass er am Vorabend vor der Veröffentlichung von Purple Rain besorgt über die Reaktionen der Presse gewesen sei und deshalb „so aufgeregt“ war, dass er „nicht schlafen konnte“. Als er dann aber die Kritiken gesehen habe, „waren sie alle gut“. Die Website AOTY (Album of the Year) errechnete eine Durchschnittsbewertung von 96 %, basierend auf elf Rezensionen englischsprachiger Medien.
Carvell Wallace von Pitchfork Media zeigte sich begeistert und gab mit zehn Punkten die Höchstanzahl. Das Album schaffe „den Spagat zwischen den unterschiedlichsten“ Musikgenres wie „Synthiepop“, „Hair Metal“, „düsterem R&B und flehendem Soul“; es strotze „vor so vielen überzeugenden musikalischen Ideen, dass sie selbst in den schwächsten Tracks“ wie Take Me with U versteckt seien. Im Song The Beautiful Ones zeige sich Prince aber „von seiner besten Seite“. Das Stück Darling Nikki sei ein „Fick-Song“, der von einem „knappen und heftigen Gitarrensolo gekrönt“ werde. Zudem scheine es „in drei verschiedenen Tempi gleichzeitig zu laufen“, so dass „kein Teil des Körpers oder des Geistes in der Lage“ sei, „sich seinem wilden Griff zu entziehen“. When Doves Cry sei „eine von Prince’ bis dato ergreifendste Kompositionen“, und im Titelsong präsentiere er sich als „teils Prediger, teils Gitarrengott“. Mit dem Album breche Prince „aus dem vom Mainstream-Radio geschaffenen Ghetto“ aus und katapultiere sich „direkt auf den Mount Rushmore der amerikanischen Musik“. Er spiele den Rock besser als die Rockmusiker, komponiere besser als die Jazzer und performe besser „als alle anderen“, ohne „jemals seine Wurzeln als Funk-Mann und Party-Leader aufzugeben“, schrieb Wallace.
Stephen Thomas Erlewine von AllMusic gab mit fünf Sternen ebenfalls die Höchstanzahl und lobte, Purple Rain sei „gleichzeitig fokussierter und ehrgeiziger“ als alle fünf vorherigen Alben von Prince. Er konsolidiere seine „Funk- und R&B-Wurzeln, während er sich mit neun hervorragend ausgearbeiteten Songs mutig in Richtung Pop, Rock und Heavy Metal“ bewege. Let’s Go Crazy bestehe aus einer „furiosen Mischung aus metallischen Gitarren, Stones-Riffs und einem harten Funk-Backbeat“, und When Doves Cry sei ein „unheimliches, sparsames neo-psychedelisches Meisterwerk“. Den Titeltrack beschrieb Erlewine als „hymnische majestätische Ballade mit brillanten Gitarrenverzierungen“, und die beiden Stücke Computer Blue sowie Darling Nikki gehörten „zu seinen besten Songs“. Obwohl sich Prince’ Songwriting „auf einem Höhepunkt“ befinde, werde die Musik durch „die Präsenz von The Revolution noch schärfer“ und erhalte eine „härtere, aggressivere Note“. Letztendlich werde Purple Rain „eines der aufregendsten Rock-&-Roll-Alben aller Zeiten“ bleiben, prognostizierte Erlewine.
Kurt Loder von der US-Musikzeitschrift Rolling Stone verteilte mit fünf Sternen auch die Höchstanzahl. Der Geist von Jimi Hendrix müsse „sicherlich auf Prince Rogers Nelson“ herabschauen, denn wie Hendrix scheine er eine „außerirdische musikalische Dimension erschlossen zu haben“. Prince’ Rock ’n’ Roll sei „so authentisch und fesselnd wie sein Soul“. Das Album sei „voller Leben, Erfindungsreichtum und purem Rock-’n’-Roll-Donner“, die „wilden Basslinien und der heiße, tanzbare Mix“ erinnerten an Sly Stone. Einige von Prince’ Effekten seien „einzigartig beeindruckend“, wie beispielsweise die „unheimlichen, atonalen Synthesizer-Effekte“ am Ende von The Beautiful Ones sowie die Rückwärtsbotschaft „im offen gesagt anzüglichen“ Darling Nikki. Zudem gehöre sein Gesang „weiterhin zu den abenteuerlichsten und versiertesten der aktuellen [1984]“ Musikszene. Außerdem mache Prince „auch wunderbare Sachen mit Streicherklängen“, und seine Begleitband The Revolution „brennt durchweg“. Jeder, „der auf große Schöpfer“ stehe, solle Purple Rain besitzen, meinte Loder.
Sassan Niasseri von der deutschen Ausgabe des Rolling Stone gab vier von fünf Sternen. Zwar sei Purple Rain Prince’ kommerziell erfolgreichstes Album und gelte als „Meisterwerk“, aber es sei „nicht komplett gelungen“; mit den letzten drei Albumtracks I Would Die 4 U, Baby I’m a Star und dem Titelsong habe er seine „bis dahin gewöhnlichsten, im schlechten Sinne freundlichsten Stücke“ veröffentlicht. Genannte Songs besäßen „nichts von dem Sex“, mit dem Prince seit den frühen 1980er Jahren „nach vorne geprescht war“, und „sie klingen dem Konkurrenten Michael Jackson ähnlicher“, als ihm „lieb gewesen sein dürfte“, mutmaßte Niasseri. Die „bedeutenden Momente“ des Albums „befinden sich weiter vorne“ und machten Purple Rain „zumindest zu Prince’ bester Platte im Rock-Genre“. Das Stück The Beautiful Ones sei ein „Hörbeispiel für eines der irrsten Kontrollverluste, die ein Künstler je auf Tonspur zugelassen“ habe; Prince steigere „sich in einen Eifersuchtsanfall hinein, an dessen Ende er vor Verlangen nur noch kreischen“ könne – sein „dramatischstes“ und „bis heute auch schönstes Lied“, meinte Niasseri. Doch der „auffälligste unter den neun [Songs] ist natürlich“ im Stück When Doves Cry zu finden, das ohne Bass auskomme und tanzbar sei. Aber Prince’ „echte Blütezeit“ sei erst nach Purple Rain gekommen und zwar mit Alben wie Around the World in a Day (1985), Parade (1986), Camille (1987, aber unveröffentlicht), Sign “☮” the Times (1987), Black Album (1987 / 1994) und Lovesexy (1988). In dieser Zeit zwischen 1985 und 1988 sei Prince „unschlagbar“ gewesen.
Musikjournalist Robert Christgau verteilte auf einer Skala von „A+“ bis „F“ die Note „A−“ und beschrieb die „Botschaften“ im Album als „die gleichen wie früher“, hätten aber „an Kraft verloren“; beispielsweise könne Let’s Go Crazy nicht an die „unwiderstehlichere Tanzstunde für den Rand der Apokalypse“ wie im Song 1999 (1982) heranreichen. Zudem seien die beiden Stücke Head (1980) von Dirty Mind und Jack U Off (1981) von Controversy „anzüglicher als das erdige“ Darling Nikki. Prince möge zwar „an Reife gewonnen haben“, aber „wie viele Erwachsene vor ihm“ sei er „ein wenig blockiert, wenn er daraus Rebellen-Rock“ mache, meinte Christgau.
David Browne von der Entertainment Weekly gab auf der Skala den Buchstaben „B“ und schrieb, „labberige ‘Rock’-Arrangements und der schwülstige Titelsong“ trübten „das Bild, auch wenn einige Perlen“, wie Take Me with U und When Doves Cry glänzten.
Die Los Angeles Times verteilte zwar keine Note, vertrat aber eine ähnliche Meinung wie Robert Christgau. Prince’ „hochkarätige Texte und sexuelle Prahlerei“ würden auf dem Album „nun von konventionellerer Sprache abgelöst“. Es scheine, dass seine Musik „etwas von ihrem experimentellen Charakter verloren“ habe.

## Kommerzieller Erfolg

### Chartplatzierungen
Purple Rain belegte 24 Wochen ununterbrochen Platz 1 der US-Albumcharts. Die Höchstplatzierung im Vereinigten Königreich erreichte das Album im Mai 2016 nach Prince’ Tod, im Jahr 1984 erzielte es Platz sieben.
| ChartsChartplatzierungen       | Höchstplatzierung | Wochen |
| ------------------------------ | ----------------- | ------ |
| Deutschland (GfK)              | 5 (54 Wo.)        | 54     |
| Österreich (Ö3)                | 8 (28 Wo.)        | 28     |
| Schweiz (IFPI)                 | 7 (39 Wo.)        | 39     |
| Vereinigtes Königreich (OCC)   | 4 (107 Wo.)       | 107    |
| Vereinigte Staaten (Billboard) | 1 (24) (167 Wo.)  | 167    |

| ChartsJahrescharts (1984)      | Platzierung |
| ------------------------------ | ----------- |
| Deutschland (GfK)              | 56          |
| Vereinigtes Königreich (OCC)   | 43          |
| Vereinigte Staaten (Billboard) | 24          |

| ChartsJahrescharts (1985)      | Platzierung |
| ------------------------------ | ----------- |
| Deutschland (GfK)              | 38          |
| Vereinigtes Königreich (OCC)   | 60          |
| Vereinigte Staaten (Billboard) | 9           |

| ChartsJahrescharts (2016)      | Platzierung |
| ------------------------------ | ----------- |
| Vereinigte Staaten (Billboard) | 55          |

| Jahr | Titel           | Höchstplatzierung, Gesamtwochen, AuszeichnungChartplatzierungen (Jahr, Titel, , Platzierungen, Wochen, Auszeichnungen, Anmerkungen) | Höchstplatzierung, Gesamtwochen, AuszeichnungChartplatzierungen (Jahr, Titel, , Platzierungen, Wochen, Auszeichnungen, Anmerkungen) | Höchstplatzierung, Gesamtwochen, AuszeichnungChartplatzierungen (Jahr, Titel, , Platzierungen, Wochen, Auszeichnungen, Anmerkungen) | Höchstplatzierung, Gesamtwochen, AuszeichnungChartplatzierungen (Jahr, Titel, , Platzierungen, Wochen, Auszeichnungen, Anmerkungen) | Höchstplatzierung, Gesamtwochen, AuszeichnungChartplatzierungen (Jahr, Titel, , Platzierungen, Wochen, Auszeichnungen, Anmerkungen) | Anmerkungen                                                                              |
| Jahr | Titel           | DE | AT | CH | UK | US | Anmerkungen                                                                              |
| ---- | --------------- | --- | --- | --- | --- | --- | ---------------------------------------------------------------------------------------- |
| 1984 | When Doves Cry  | DE16 (18 Wo.)DE | AT19 (2 Wo.)AT | CH17 (9 Wo.)CH | UK4 Platin · (15 Wo.)UK | US1 (5) Platin · (21 Wo.)US | US: 21. August 1984: Platin (2.000.000+) UK: 12. Mai 2023: Platin (600.000+)             |
| 1984 | Let’s Go Crazy  | — | — | — | UK7 Silber · (10 Wo.)UK | US1 (2) Gold · (19 Wo.)US | US: 7. November 1984: Gold (1.000.000+) UK: 15. Dezember 2023: Silber (200.000+)         |
| 1984 | Purple Rain     | DE5 (16 Wo.)DE | AT4 (12 Wo.)AT | CH5 (11 Wo.)CH | UK8 ×2Doppelplatin · (16 Wo.)UK | US2 Gold · (16 Wo.)US | US: 5. Dezember 1984: Gold (1.000.000+) UK: 24. Februar 2023: Doppel-Platin (1.200.000+) |
| 1984 | I Would Die 4 U | — | — | — | UK58 (8 Wo.)UK | US8 (15 Wo.)US |                                                                                          |
| 1985 | Take Me with U  | DEn.v.DE | ATn.v.AT | CHn.v.CH | UKn.v.UK | US25 (12 Wo.)US | Nur in Nordamerika, Neuseeland und Japan ausgekoppelt Duett mit Apollonia Kotero         |
| 2016 | Purple Rain     | DE13 (1 Wo.)DE | AT7 (2 Wo.)AT | CH4 (3 Wo.)CH | UK6 (3 Wo.)UK | US4 (2 Wo.)US | Wiedereinstieg postum am 22. April 2016                                                  |
| 2016 | When Doves Cry  | DE49 (1 Wo.)DE | AT59 (1 Wo.)AT | CH34 (1 Wo.)CH | UK26 (1 Wo.)UK | US8 (2 Wo.)US | Wiedereinstieg postum am 29. April 2016                                                  |
| 2016 | Let’s Go Crazy  | — | — | — | — | US25 (2 Wo.)US | Wiedereinstieg postum am 7. Mai 2016                                                     |
| 2016 | I Would Die 4 U | — | — | — | — | US39 (1 Wo.)US | Wiedereinstieg postum am 14. Mai 2016                                                    |

### Auszeichnungen für Musikverkäufe
Seit 1984 wurde Purple Rain weltweit ungefähr 25 Millionen Mal verkauft und international mehrfach mit Gold- oder Platinstatus ausgezeichnet:

| Land/Region                  | Auszeichnungen für Musikverkäufe (Land/Region, Auszeichnung, Verkäufe) | Verkäufe   |
| ---------------------------- | ---------------------------------------------------------------------- | ---------- |
| Australien (ARIA)            | 3× Platin                                                              | 210.000    |
| Dänemark (IFPI)              | Gold                                                                   | 10.000     |
| Deutschland (BVMI)           | 3× Gold                                                                | 750.000    |
| Frankreich (SNEP)            | Platin                                                                 | 300.000    |
| Kanada (MC)                  | 6× Platin                                                              | 600.000    |
| Neuseeland (RMNZ)            | 5× Platin                                                              | 75.000     |
| Niederlande (NVPI)           | Platin                                                                 | 70.000     |
| Österreich (IFPI)            | Gold                                                                   | 25.000     |
| Schweiz (IFPI)               | Platin                                                                 | 50.000     |
| Spanien (Promusicae)         | Platin                                                                 | 100.000    |
| Vereinigte Staaten (RIAA)    | 13× Platin                                                             | 13.000.000 |
| Vereinigtes Königreich (BPI) | 2× Platin                                                              | 600.000    |
| Insgesamt                    | 3× Gold · 24× Platin · 1× Diamant ·                                    | 15.790.000 |

Hauptartikel: Prince/Auszeichnungen für Musikverkäufe

## Preise
Prince wurde für die Purple-Rain-Ära mit folgenden Auszeichnungen und Preisen geehrt:

### NAACP Image Award
4. Dezember 1984: Gewinner beim NAACP Image Award in vier Kategorien:
- Bester Hauptdarsteller im Film Purple Rain
- Bester Künstler
- Bestes Lied: When Doves Cry
- Bestes Album (Outstanding Album)

### American Music Awards
28. Januar 1985: Gewinner bei den American Music Awards 1985 in drei Kategorien:
- Favorite Pop/Rock Album
- Favorite Soul/R&B Album
- Favorite Soul/R&B Song: When Doves Cry

Zudem wurde das Album am 20. November 2016 in der Kategorie „American Music Award for Favorite Soundtrack“ als „Top Soundtrack“ ausgezeichnet – diesen Preis erhielt Prince allerdings postum, da er im April 2016 überraschend starb.

### BRIT Awards
11. Februar 1985: Prince wurde bei den BPI Awards 1985 als bester „International Artist“ ausgezeichnet. Außerdem bekam Purple Rain den Preis in der Kategorie als bester „Soundtrack/Cast Recording“.

### Grammy Awards
26. Februar 1985: Gewinner bei den Grammy Awards 1985 in drei Kategorien:
- Best Album of Original Score Written for a Motion Picture or Television Special
- Best Rock Performance by a Duo or Group with Vocal: Purple Rain (Single)
- Best Rhythm & Blues Song: I Feel for You

Außerdem wurde Purple Rain in der Kategorie „Album of the Year“ nominiert, den Preis bekam aber Lionel Richie für Can’t Slow Down. Zudem wurde Prince als „Producer of the Year“ nominiert, gewann aber nicht.

### Oscar
25. März 1985: Oscar für das Album in der Kategorie „Beste Filmmusik“.

### American Video Awards
3. April 1985: Gewinner in der Kategorie „Best Soul Video“ für When Doves Cry

### Minnesota Music Awards
20. Mai 1985: Prince gewann in insgesamt zehn Kategorien, wie beispielsweise in „Artist of the Year“, „Male Vocalist“ und „Musician of the Year“. Purple Rain wurde als bestes „Album eines Major-Labels“ („Album Release Major-Label“) ausgezeichnet.

### World Soundtrack Award
9. Oktober 2004: Prince und The Revolution erhielten bei den World Soundtrack Awards „zu Ehren des zwanzigjährigen Jubiläums ihres legendären Films Purple Rain“ einen „Special Award“.

### Grammy Hall of Fame
13. Februar 2011: Aufnahme des Albums Purple Rain in die Grammy Hall of Fame.

### National Recording Registry
23. Mai 2012: Aufnahme des Albums von der National Recording Registry in ihr Verzeichnis für Tondokumente, die als besonders erhaltenswert gelten.

### Rolling Stone
Im Jahr 2020 erstellte das US-Musikmagazin Rolling Stone eine Liste von Die 500 besten Alben aller Zeiten, unter denen sie Purple Rain auf Platz 8 setzte. 2021 wählte die gleiche Zeitschrift die Songs Purple Rain auf Platz 18 und When Doves Cry auf Platz 37 von Die 500 besten Songs aller Zeiten. 2024 wurde das Album vom Rolling Stone auf Platz 1 der The 101 Greatest Soundtracks of All Time gewählt.